# Ignacio Burgoa Orihuela
Ignacio Burgoa Orihuela (Ciutat de Mèxic, 13 de març de 1918 - 6 de novembre de 2005) va ser un advocat i escriptor mexicà, especialitzat en judici d'empara i constitucionalisme. Les seves obres Garantías individuales (Garanties individuals) i El juicio de amparo (El judici d'empara) són referència indispensable en el dret mexicà.

## Biografia
Va estudiar dret a Escola Nacional de Jurisprudència —avui Facultat de Dret— de la Universitat Nacional Autònoma de Mèxic (UNAM) de 1935 a 1939 i en 1940 va obtenir el seu títol amb la tesi La supremacia jurídica del Poder Judicial de la Federació a Mèxic. Va ser professor d'aquesta facultat des de 1947 fins a la seva mort, en les quals va impartir les matèries "Garanties" i "Emparo", tenint la titularitat definitiva d'ambdues matèries en 1957. De 1951 a 1954 va ser jutge en matèria administrativa. De 1941 a 1943 treballaria en la redacció del llibre El judici d'empara, que es convertiria en referència per a l'estudi de la carrera en lleis a Mèxic.
El 1974 va obtenir el doctorat en dret per la UNAM amb esment honorífic i en 1987 el Consell Universitari d'aquesta institució ho va considerar mestre emèrit de la seva facultat, en la qual va impartir classes per més de 50 anys a milers d'estudiants de Dret. Alguns exercirien càrrecs d'elecció, inclosos presidents.
Cap a 2001 es va oposar a una reforma de la Llei d'Empara llavors vigent al país amb l'assaig Una nova llei d'empara o renovació de la vigent?.

## Demandes notables
Burgoa es va caracteritzar per encapçalar diverses demandes suscitades per conflictes socials. El 1982 va demandar per traïció a la pàtria a l'ex president José López Portillo a causa de les sospites de peculado que en aquells dies pesaven pel funcionari. En 1999 con Raúl Carrancá i Rivas va demandar penalment a integrants del Consell General de Vaga de la UNAM a causa de la presa d'instal·lacions per la Vaga estudiantil de la UNAM. En 2006 va participar en la defensa de les i els integrants del Front de Pobles en Defensa de la Terra de San Salvador Atenco, en vista de la intenció del govern mexicà d'expropiar-los terres de cultiu per construir un nou aeroport.